# Michael Pluijmers
Michael Pluijmers (Alkmaar, 27 januari 1989) is een Nederlands honkballer.
Pluijmers, een rechtshandige tweede honkman, speelde in zijn jeugd voor Alcmaria Victrix in Alkmaar waar hij zowel als korte stop maar later vooral als tweede honkman uitkwam. Hij debuteerde in de Nederlandse hoofdklasse bij de vereniging RCH uit Heemstede in het seizoen 2008. Het jaar daarop verhuisde hij meteen naar HCAW in Bussum waar hij van 2009 tot en met 2011 de opvolger werd van de inmiddels gestopte Jurjan Koenen. In 2012 stapte hij over naar Vaessen Pioniers.
Pluijmers volgde de havo aan het Horizon College in Alkmaar en is momenteel student sportmarketing aan de hbo-opleiding van de Johan Cruyff University. Hij is tevens jeugdtrainer bij Alcmaria Victrix en in 2009 en 2010 trainer bij de regionale honkbalschool die HCAW in de winter organiseert. In november 2010 werd hij geselecteerd voor het Nederlands Honkbalteam.